# Christopher Hellmann
Christopher Hellmann (* 16. Oktober 1992 in Köln) ist ein ehemaliger deutscher Fußballspieler.

## Karriere
Der aus der Jugend von VfL Neckarau stammende Hellmann spielte von Anfang 2012 bis zum Sommer 2013 für den FC-Astoria Walldorf in der Fußball-Oberliga Baden-Württemberg. Dort erzielte er 2 Tore in 45 Ligaspielen. Im Sommer 2013 nahm er ein Stipendium in den USA an und ging an die Lynn University nach Boca Raton, Florida. Für die dortige College-Soccer Mannschaft Lynn Fighting Knights war er die kommenden 2 Jahre aktiv. Insgesamt erzielte er 49 Tore in 45 Spielen und bereitete weitere 29 Tore vor. 2014 konnte er mit der Mannschaft die Division II National Championship gewinnen und war erfolgreichster Torschütze der Liga. In den jeweiligen Saisonpausen der Division II National, spielte Hellmann für Des Moines Menace in der Premier Development League.
Am 14. Januar 2016 wurde Hellmann im MLS SuperDraft 2016 von den Vancouver Whitecaps in der zweiten Runde ausgewählt. Final unterzeichnete er keinen Vertrag in der Major League Soccer, sondern wechselte am 2. März 2016 zu dem Drittligisten Charlotte Independence. Im Juni 2016 unterschrieb er beim FC-Astoria einen Vertrag bis Juni 2018 und kehrte wieder in sein Heimatland Deutschland zurück.
Dort war er bis Anfang 2019 auch noch aktiv und wechselte nun doch wieder zurück in die USA, wo er diesmal beim USL-League-One-Klub Tormenta FC einen Vertrag unterschrieb. In der Saison 2019 kam er für diese dann auf fünf Einsätze mit einem Torerfolg. Im Oktober des Jahres kehrte er nun aber endgültig nach Deutschland zurück, wo er für den 1. FC Mühlhausen in der Verbandsliga Nordbaden noch bis zum Saisonende 2021/22 aktiv war und danach seine Karriere beendete.
Aktuell spielt Hellmann noch beim TC SW Neckarau in der ersten Herrenmannschaft und ist dort an Position 6 aufgeführt (Stand: Ende 2023).

## Belege
1. ↑  Fabian Herbers, Julian Büscher, Christopher Hellmann und Timo Pitter für MLS gedraftet. Eurosport, 14. Januar 2016, abgerufen am 2. Mai 2016.
2. ↑  Whitecaps FC select striker Christopher Hellmann in second round of 2016 MLS SuperDraft. whitecapsfc.com, 14. Januar 2016, abgerufen am 26. April 2016 (englisch).
3. ↑  Jillian Fay: Independence Signs German Striker Christopher Hellmann. In: charlotteindependence.com. 2. März 2016, archiviert vom Original am 26. April 2016; abgerufen am 20. Dezember 2023 (englisch).
4. ↑  admin: Sport-Kurier Mannheim – Welcome Back! Christopher Hellmann wieder beim FC Astoria Walldorf. Abgerufen am 21. August 2016.

| Personendaten    | Personendaten            |
| ---------------- | ------------------------ |
| NAME             | Hellmann, Christopher    |
| KURZBESCHREIBUNG | deutscher Fußballspieler |
| GEBURTSDATUM     | 16. Oktober 1992         |
| GEBURTSORT       | Köln, Deutschland        |